# Masayoshi Nagata

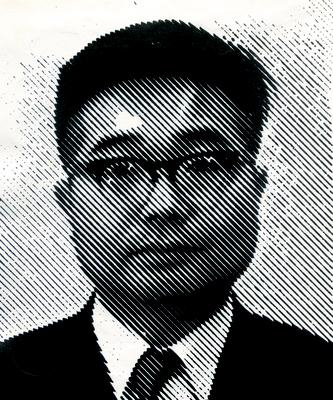
Masayoshi Nagata

Masayoshi Nagata (永田 雅宜, Nagata Masayoshi) (Obu, 9 februari 1927 – Kioto, 27 augustus 2008) was een wiskundige uit Japan, die bekendstaat voor zijn werk op het gebied van de commutatieve algebra. Hij kwam in 1959 met een tegenvoorbeeld van het algemene geval van het veertiende probleem van Hilbert over de invariantentheorie. Tal van andere tegenvoorbeelden uit de commutatieve algebra en algebraïsche meetkunde zijn aan hem te danken. Hij toonde bijvoorbeeld aan dat er volledige algebraïsche variëteiten bestaan die niet projectief zijn. Shigefumi Mori was een van zijn studenten aan de Universiteit van Kyoto.